# Kavečany
Kavečany (hongrois : Kavocsán) est un des quartiers de la ville de Košice.

## Géographie
Kavečany se situe à environ 7 km du centre de Košice

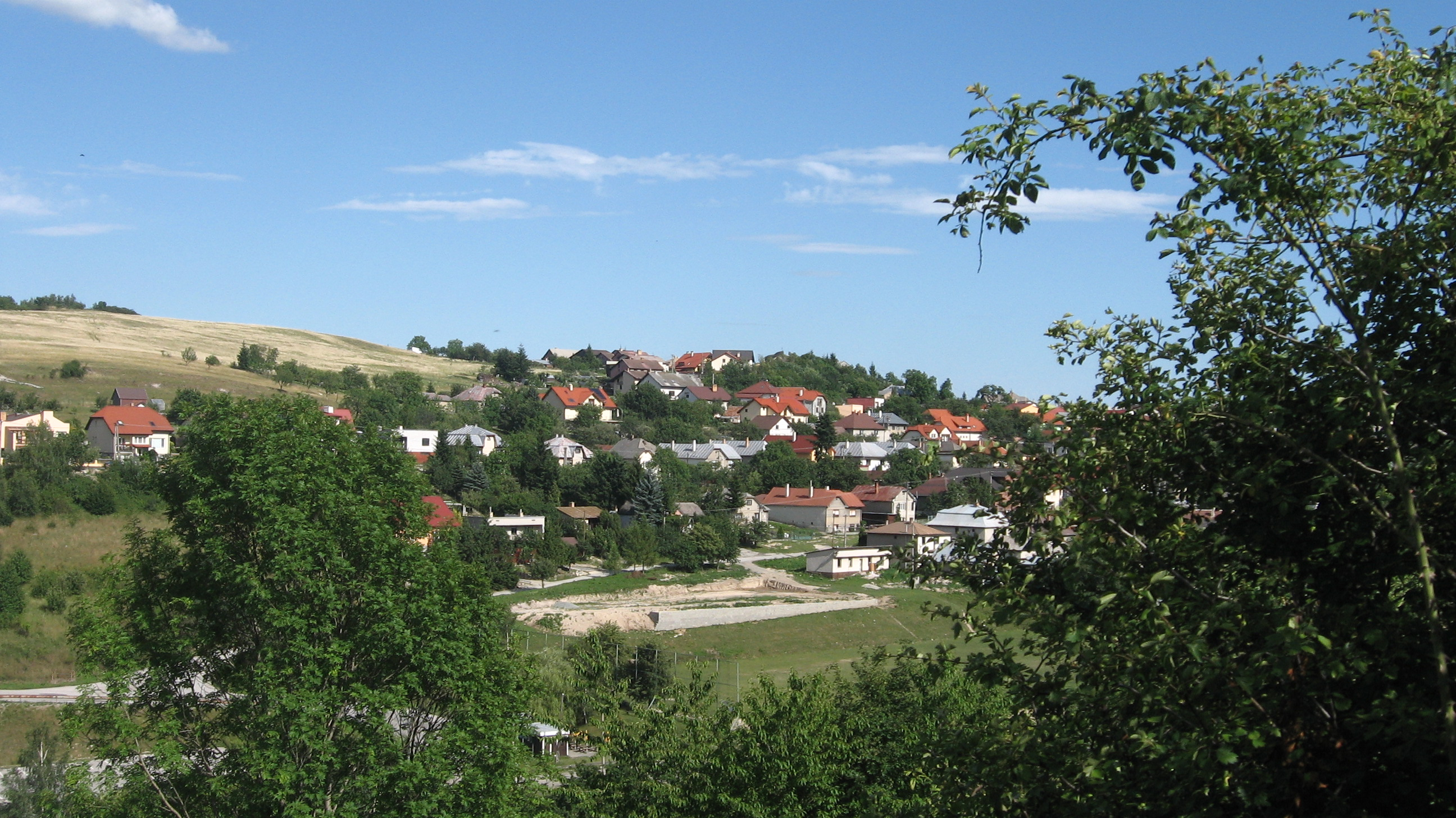
Panorama de Kavečany

## Histoire
Première mention écrite du village en 1347.
La localité fut annexée par la Hongrie après le premier arbitrage de Vienne le 2 novembre 1938. En 1938, on comptait 623 habitants. Elle faisait partie du district de Košice, en hongrois Kassai járás. Durant la période 1938 -1945, le nom hongrois Kavocsán était d'usage. À la libération, la commune a été réintégrée dans la Tchécoslovaquie reconstituée.
Le village fut rattaché à la ville de Košice en 1976.

## Économie
La principale activité économique de Kavečany est sans doute les loisirs avec la présence de :
- 3 pistes de ski dont une éclairée en soirée
- 1 piste de bobsleigh
- Le Zoo de Košice